# The Secret Machines

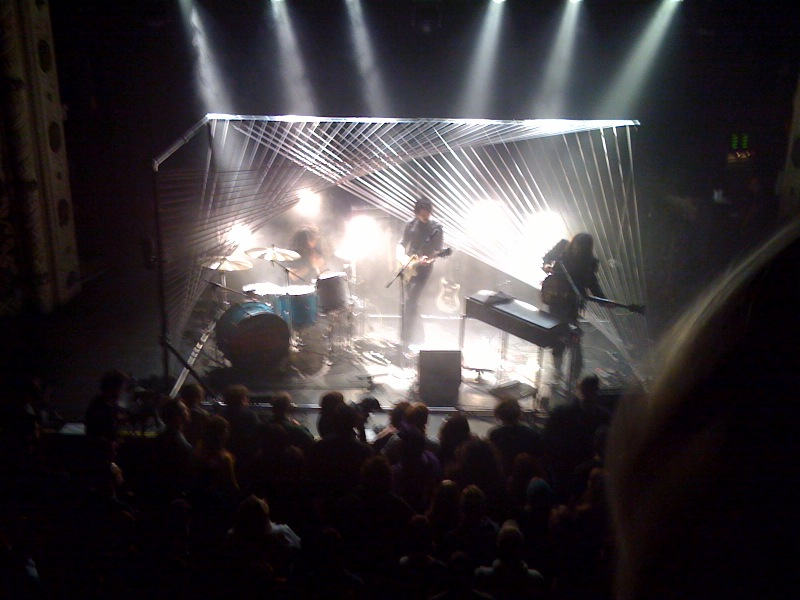
Optreden in Chicago, op 24 oktober 2008. Van link naar rechts: Josh Garza, Phil Karnats, Brandon Curtis.

The Secret Machines is een Amerikaanse alternatieve rockband geformeerd in Dallas. 
Voor het ontstaan van de band speelden de leden in diverse bands in de buurt van Dallas. Na het formeren van The Secret Machines verhuisde de band naar New York. De originele bezetting bestaat uit twee broers: Brandon and Benjamin Curtis. Het derde lid heet Josh Garza. In 2007 verliet Benjamin Curtis de band en werd vervangen door Phil Karnats. Zowel Benjamin Curtis als Phil Karnats waren afkomstig uit het in 1999 opgeheven Tripping Daisy.

## Albums
- Now Here Is Nowhere (mei, 2004)
- Ten Silver Drops (april, 2006)
- Secret Machines (oktober, 2008)